# Pierre Corneille
Pierre Corneille (Rouen, 1606. június 6. – Párizs, 1684. október 1.) francia klasszicista drámaíró, a francia klasszicizmus első jelentős tragédiaírója, de a komédia műfajában is örökérvényűt alkotott.

## Élete
1606-ban született Rouenban egy jómódú tisztviselő család hatodik gyermekeként. Tanulmányait a jezsuitáknál kezdte, majd beiratkozott a jogi karra. Az egyetem elvégzése után apja vásárolt neki ügyvédi hivatalt. Ezt az állást huszonkét éven át töltötte be, miközben darabjaival már sikert sikerre halmozott a színházakban. Ha hihetünk Corneille életrajzíró unokaöccsének, akkor Pierre első drámáját egy vándorszínészekből álló társulat adta elő Párizsban a szerző 19 éves korában.
1630 és 1637 között minden évben előállt egy-egy új vígjátékkal, tragikomédiával. Ezek a darabok alapozták meg hírnevét. 1635-től kezdve Richelieu bíboros ajánlott fel neki évi 1500 font életjáradékot, amelyet utódja Jules Mazarin bíboros, majd végül XIV. Lajos is fenntartott. Természetesen a napkirály egy szép összeggel megemelte a drámaíró fizetését. Richelieu meginvitálta Corneille-t abba a társaságba is, amely a bíboros elképzelése és irányítása szerint alkotta színdarabjait.
1637 fordulópont volt a drámaíró életében. Ebben az évben került bemutatásra Cid című tragédiája, amely minden addigi sikerét felülmúlta. A darab a közönség tetszése mellett a szakma ellenszenvét váltotta ki. Rendkívül bonyodalmas esztétikai vita alakult ki a darab körül, amelyet maga Richelieu is megbotránkozással fogadott. A Cid Londonban még abban az évben megjelent angolul is.

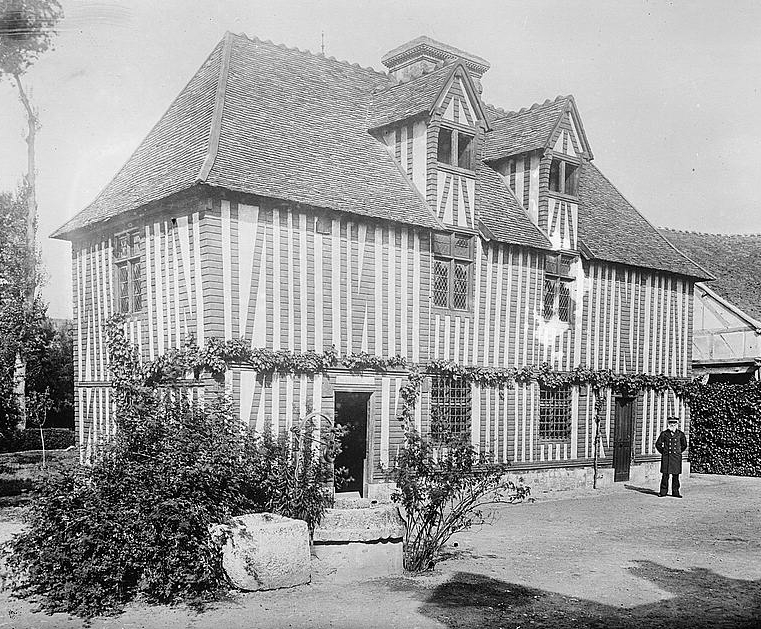
Corneille háza Rouen közelében

Corneille azonban ahelyett, hogy a sikert kihasználva egymás után állt volna elő újabb darabokkal, éveket fáradozott azon, hogy megakadályozza egy, az ő tisztével párhuzamos ügyészség felállítását Rouenban. 1639-ben véres zavargások törtek ki a városban, amelyek leverésére a hatalom büntető különítményt küldött ki. Közben Corneille újra írni kezdett, de ekkor már olyan darabokat alkotott, amelyekkel végleg a közízlés, a hivatalos irodalmi irányzatok szolgálatába állt. Korábbi drámáinak többsége ugyanis kevert műfajú, amennyiben sok tragikus és komikus elemeket is tartalmaztak egyszerre.
1640-ben készült el A Horatiusok, amelyet Richelieu bíborosnak ajánlott, mert elmondása szerint neki köszönheti hírnevét. A következő évben feleségül vette egy normandiai hivatalnok lányát. Hat gyermekük született, egy kivételével mindegyik megérte a felnőttkort. Nevelésükről szüleik példásan gondoskodtak.
A negyvenes években írta legegyenletesebb tragédiáit (Cinna, Pompeius halála, Rodogune), de ekkor készítette el utolsó vígjátékát is Hazug címen, amely a legjobb francia komédiának számít Molière fellépéséig. Aztán zűrzavaros időszakok jöttek: meghalt XIII. Lajos, az új király XIV. Lajos lett, aki ekkor még kiskorú volt, ezért ténylegesen nem kormányozhatott, helyette Mazarin bíboros irányította az országot. A gyűlölt bíboros ellen 1648–52 között egymásután törtek ki a lázadások, amelyek Fronde néven kerültek be a történelemkönyvekbe.
1647-ben a Francia Akadémia tagjává választották.
Corneille mindvégig hűséges maradt királyához, ezért magasabb állásba helyezték, majd a zavargások elmúltával állás nélkül maradt. Elkészítette a Krisztus követése nagy sikerű francia fordítását, aztán újabb darabokat írt és vitetett színpadra. De ezeknek a fogadtatása már igen változó volt, szerzőjük irodalmi tekintélye azonban megmaradt. Ezen darabok színvonala messze elmarad a korábbiakétól, ami bizonyára a szerző öregségével vagy talán testvérének, Thomas Corneille-nek a hatásával magyarázható. Thomas kevésbé tehetséges, felszínes drámaíró volt.

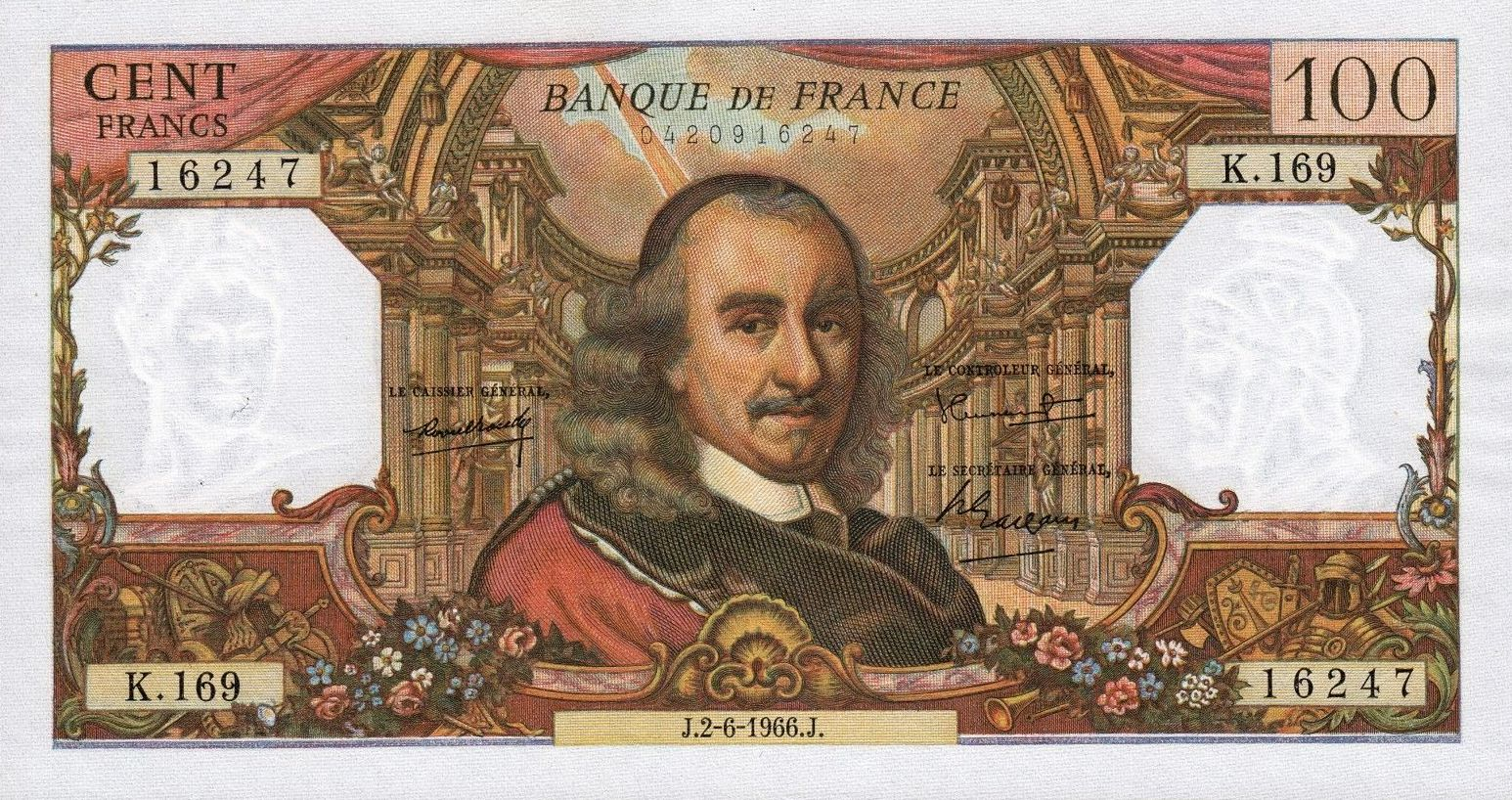
1964 és 1979 között Corneille portréja szerepelt a francia 100 frankos bankjegy elő- és hátoldalán.

1662-ben Pierre a Guise herceg szolgálatába állt és családjával együtt felköltözött Párizsba, ahol a herceg rezidenciáján kaptak lakást. Ekkor már gyakorlatilag végbement az irodalmi életben a nemzedékváltás. Racine, Molière és Boileau fiatal, újító alkotók voltak ekkor még, és éles vitákat folytattak a Corneille-párttal. A szerző újabb művei félsikereket arattak és a Racine-nal vívott költői versenyben is alulmaradt. Berenice történetének a témáját dolgozták fel párhuzamosan és Corneille darabja nem aratott sikert. Közben dicsőítő költeményeket írt a királyhoz, hogy egyik fia elhelyezését előmozdítsa, másik fia a hollandokkal vívott háborúban meghalt. 1684-ben még megírta utolsó remekművét Surene címmel. Majd gondoskodott gyermekei további jólétéről, aztán 1684-ben jobblétre szenderült.

## Munkássága
Pierre Corneille a tizenhetedik századi francia irodalom első igazán jelentős drámaírója volt. Fiatalkori darabjai balettok és pasztorálok szövegkönyvei voltak, még jellegzetesen a barokk stílust képviselté. Témájuk a látszat és a valóság viszonya. 1634-ben készült el a La Place Royale (A királyi tér) című darabja, amelyben a szereplők cserélgetik szívüket és énjüket, mert mindig másnak akarnak látszani, mint akik valójában. Nagyon érdekes a L’illusion comique (A komikus illúzió) című vígjáték. A mű egyik szereplője az apa, aki eltűnt fiát keresi. Egy varázsló segítségét kéri, aki hirtelen elhúzza a függönyt. Megjelenik a színdarab a színdarabban. Clindor tűnik fel a színen, aki egy hetvenkedő katona szolgája. Egy Izabella nevű hölgy meghódításakor azonban a szolga beleszeret gazdája imádottjába. Úr és szolga vetélytárs lesz, a szolga börtönbe kerül, majd egy párbaj során meghal. Az apa kétségbeesik, aztán a mágus felfedi neki a valóságot: a színészeket, akik felveszik a fizetségüket. Fia tehát nem halt meg: színésznek állt. Az ember a szerepéhez nőtt, nem tud elkülönülni tőle. A mű sok hasonlóságot mutat a spanyol drámaíró, Calderón de la Barca Az élet álom című darabjával.
Tragédiáinak egyik fő forrása volt Plutarkhosz Párhuzamos életrajzok című műve. A könyv több fordításban is napvilágot látott a XVII. századi Franciaországban, és több drámaíró is merített belőle. Corneille darabjaiban a morál célja a dicsőség és a nagylelkűség felmutatása. Hősei a végsőkig hűek maradnak az általuk kialakított eszményi képhez. Életük az ideális én kialakításáért folytatott illuzórikus harc.
A szerző leghíresebb darabja a Cid, még félúton van a tragédia és a komédia között. A darab spanyol témát dolgoz fel spanyol források nyomán. A nyitó jelenetben a király két hű szolgája keveredik konfliktusba a trónörökös neveltetése miatt. Az egyik nemes Cid apja, akit pofon vágnak. Az apán esett sérelmet a fiúnak kell megtorolnia. Csakhogy menyasszonya apjával kellene megküzdenie. Miután ez megtörtént, a tragédiai főszereplője Cid szerelme Xiména lesz. Az államérdek és a szerelem is azt mondja, hogy menjen hozzá apja gyilkosához. Nem akar szembeszállni a belső békét akaró királlyal, de teljesíteni szeretné apja iránti kötelességét is. Az igazi tragédia az lenne, ha Xiména nemet mondana szerelmének, ehelyett azonban szívére hallgat és végül nem mond nemet Cidnek. A darab formabontó volt a maga korában: nem tartotta be a Francia Akadémia előírásait. Ennek következtében a Cid támadások kereszttűzébe került.

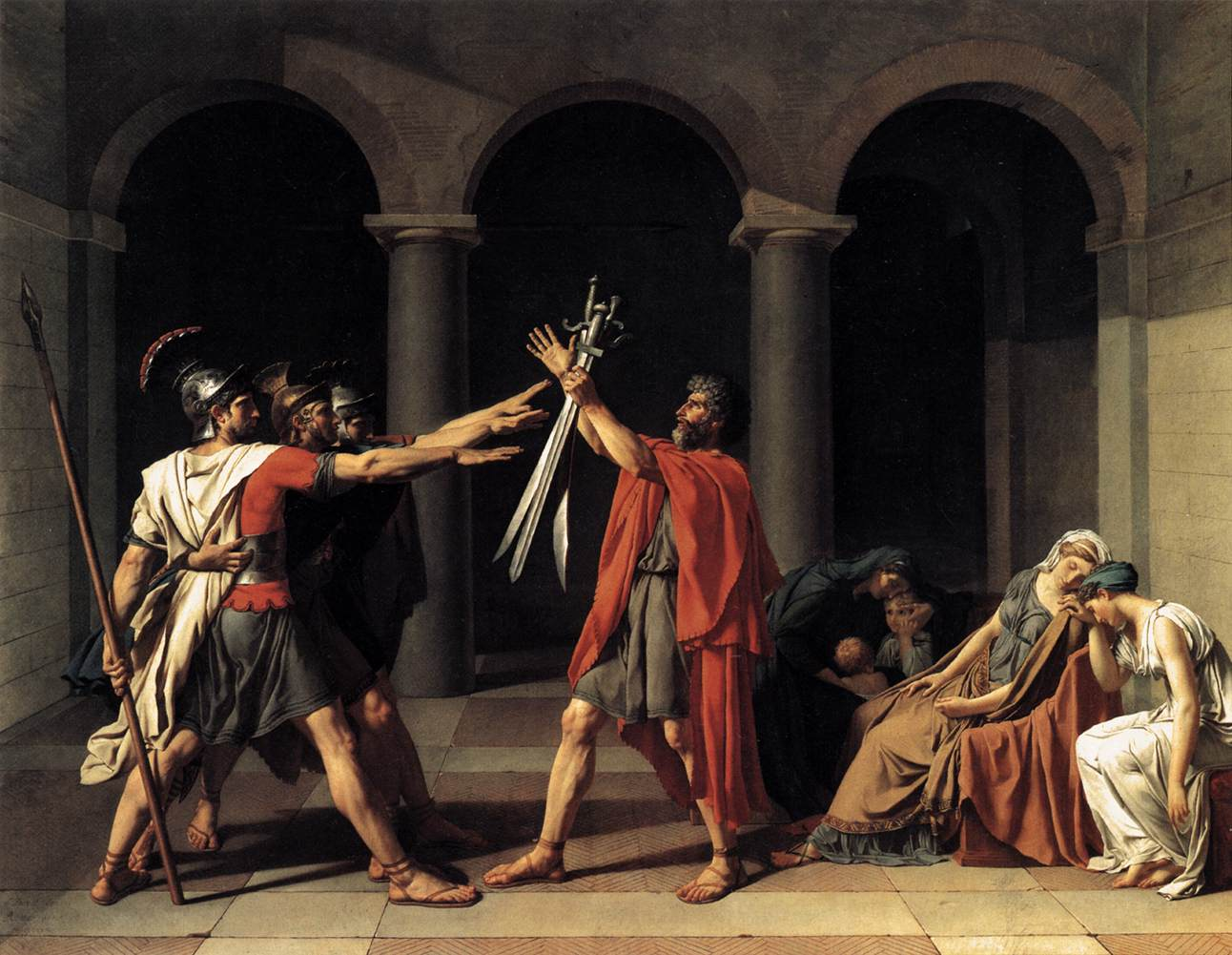
Jacques-Louis David: A Horatiusok esküje

Következő tragédiáiban Corneille a római nagyságot festette le. A Horatiusok a szerző engedménye a fanyalgóknak. A harmadik római király uralkodásakor Róma és Alba Longa között háború tör ki. A királyok úgy döntenek, hogy a nemzetek képviseletét 3-3 harcosra bízzák, akik népük helyett küzdenek meg egymással. Az albaiakat a Curiatiusok, a rómaiakat a Horatiusok képviselik. A harcban a két Horatius fivér elesik, a harmadik elmenekül. A sebesült Curatoiusok utána erednek, de Horace legyőzi őket.
A két családot a szerző többszörös házassági-jegyességi kapcsolatokkal kötötte össze. A győztesen hazatérő hőst húga, Curiace jegyese megátkozza Rómával együtt. A véres cselekmények, a főszereplő minden fontos tette a színfalak mögött játszódik. A nézők csak az árnyalt lelkületű szereplők drámáját látják.
A Cinna című mű dramaturgiai és lélektani mintaszerűsége az egész évszázadra rányomta bélyegét. Cinna és Maximus merényletet terveznek Augustus római császár ellen, hogy visszaállítsák a köztársaságot. A császár egyszer csak magához hívatja őket, de a várt leleplezés helyett közli, hogy le akar mondani trónjáról és a tanácsukat kéri. Maximus a köztársaság visszaállítását javasolja, Cinna viszont rábeszéli az uralkodót hatalma megtartására. Cinna érzelmei perbe szállnak feladatával, és Maximus végül elárulja az összeesküvést. Augustus válaszút elé kerül: ha bosszút áll, ugyanolyan, mint ellenségei, ha megbocsát megalázkodik. A szereplők saját dicsőségüket úgy érhetik el, ha elérik, hogy a másik jobb legyen.
A vallásos élmény, az erény és a dicsőség vágya mozgatja a Ployeucte hőseit. A Pompeius halálában nem a címszereplő, hanem csak az emléke a főhős. Utolsó színpadi műve a Suréna elégikus hangvételű, a heroizmus és a gyengédség különleges egyensúlya jellemzi.

## Művei
| - Mélite (1629) - Clitandre (1630–31) - La Veuve (1631) - La Galerie du Palais (1631–32) - La Place royale (1633–34) - L'Illusion comique (1636) - Médée (1635) - le Cid (1637) - Horace (1640) - Cinna (1641) - Polyeucte (1642) - La Mort de Pompée (1643) - Le Menteur (1643) - Rodogune (1644) - Héraclius (1647) - Don Sanche d'Aragon (1650) | - Andromède, (1650) - Nicomède, (1651) - Pertharite, (1651) - l'Imitation de Jésus-Christ (1656) - Oedipe (1659) - Trois Discours sur le poème dramatique (1660) - La Toison d'or (1660) - Sertorius (1662) - Othon (1664) - Agésilas (1666) - Attila (1667) - Tite et Bérénice (1670) - Psyché (1671) - Pulchérie (1672) - Suréna (1674) |  |

## Magyarul
- Korneille Péterː Czid. Szomorú játék, mellyet magyar versekbe foglalt Gróf Teleki Ádám; Református Collegium Betűivel, Kolozsvár, 1773
- A Horátziusok és Kuriátziusok. Szomorú játék; ford. Zechenter Antal; Landerer, Pozsony, 1781
- Cid; ford. Greguss Ágost; Réthy Lipót, Szarvas, 1847
- Cinna, vagy Augustus kegyelme. Tragédia; ford. Pajor István; Franklin, Budapest, 1887 (Olcsó könyvtár)
- Cid. Tragédia; ford. Radó Antal; Franklin, Budapest, 1889 (Olcsó könyvtár)
- Phédre. Cid; ford. Radó Antal, bev. Hevesi Sándor / Racineː Andromache; ford. Ábrányi Emil, Benedek Marcell; Franklin, Budapest, 1930 (Élő könyvek. Külföldi klasszikusok)
- Cid; ford., utószó Nemes Nagy Ágnes; Új Magyar Kiadó, Budapest, 1956
- Cinna. Tragédia; ford., utószó Nemes Nagy Ágnes; Európa, Budapest, 1959 (Világirodalmi kiskönyvtár)
- Corneille–Racineː Klasszikus francia drámák; ford. Illyés Gyula et al., bev. Hubay Miklós; Európa, Budapest, 1964 (A világirodalom klasszikusai)
- A mutatvány. Színjáték; ford., bev. Somlyó György; in: Színház, 1985/aug.
- Királyok, hősök, doktorok. Francia drámák Kálnoky László fordításában. Corneille, Molière, Racine, Victor Hugo; Magvető, Budapest, 1987